# 로빈 특공대
로빈 특공대(レインボー戦隊ロビン 레인보 센타이 로빈)은 도에이 애니메이션이 제작한 애니메이션 작품이다. 도에이 에이메이션에서 이시노모리 쇼타로의 스튜디오인 스튜디오 제로에 원안을 의뢰하여 제작한 작품으로 캐릭터 디자인은 이시노모리 쇼타로와 후지코 후지오가 분담하였다. 

## 스토리
파르타라는 지구에서 멀리 떨어진 행성은 멸망의 위기에 직면해 있으며, 멸망까지는 2년이라는 시간만이 남아 있다. 파르타는 자원을 채취하기 위해 지구를 침공한다. 지구는 다수의 로봇을 소유한 로빈이라는 소년에게 의지한다. 아이러니하게도 로빈의 아버지는 파르타에서 스파이로 지구에 보낸 외계인이지만 지구인인 로빈의 어머니와 사랑에 빠진다. 로빈의 어머니와 아버지는 파르타로 납치되지만 그 전에 로빈의 아버지는 로빈에게 리리, 울프, 벤케이, 페가서스, 교수, 벨이라는 특이한 초능력을 가진 로봇을 남긴다. 

## 캐릭터
- 로빈 (ロビン)

레인보우 전대의 리더. 로비인 파르타 외계인과 지구인의 혼혈이다. 주로 사용하는 무기는 광선총. 
- 리리 (リリ)

인간의 모습을 한 간호사 로봇. 로빈의 생활에서 어머니의 역할을 하는 전형적인 여성이다. 
- 울프 (ウルフ)

초고속과 초정밀 조준 능력을 가진 로봇. 인간의 형태로 변신할 수 있다. 
- 교수 (教授)

대단히 지적이며, 많은 과학적 지식을 가지고 있다. 
- 벨 (ベル)

고양이 로봇으로, 강력한 레이다 능력을 가지고 있다. 또한 적의 레이다를 혼동시키는 것도 가능하다. 
- 페가서스 (ペガサス)

로케으로 변신하여 마하 18까지 비행할 수 있는 로봇. 페가서스는 잠수함으로도 변신할 수 있다. 
- 벤케이 (ベンケイ)

강철과 같이 단단하며, 교수와 벨이 탑승할 수 있는 격실을 가지고 있다. 벨케의 외모는 그 당시의 슈퍼 로봇과 흡사히다. 